# Tillbaka till Reims
Tillbaka till Reims (franska: Retour à Reims) är en självbiografisk bok av den franske filosofen och sociologen Didier Eribon, utgiven 2009 av förlaget Fayard. Den utgavs på svenska av Verbal förlag 2018 med översättning av Johan Wollin. Bokens titel anspelar på Gioacchino Rossinis opera Resan till Reims från 1825. Boken blev en succé med 300 000 sålda exemplar i Frankrike.
Efter sin fars död återvänder Didier Eribon till sin hemstad Reims, som han lämnade trettio år tidigare. Eribon beslutar sig för att göra upp med sitt förflutna och fördjupa sig i sin familjehistoria. När Eribon lämnade Reims för att studera vid Sorbonne kunde han komma ut som homosexuell, men det klassmedvetande som han ansåg sig uppleva vid det parisiska lärosätet gjorde att han tvingades att förneka sin arbetarklassbakgrund.